# Waterliniepad
Het Waterliniepad (LAW 17) is een langeafstandswandelpad met een lengte van 319 kilometer van Volendam naar Dordrecht, ontwikkeld door Wandelnet in samenwerking met de Commissie Hollandse Waterlinies. De Hollandse Waterlinies is een samenwerking tussen de Nieuwe Hollandse Waterlinie en de Stelling van Amsterdam. Het vernieuwde Waterliniepad is dan ook een samenvoeging van twee bestaande Streekpaden, het ‘oude’ Waterliniepad (SP 18) en de Stelling van Amsterdam (SP 9). De route is in beide richtingen gemarkeerd met de wit-rode tekens die bij lange-afstandswandelingen gebruikelijk zijn. Hij is in een gidsje beschreven in beide richtingen. Het pad wordt beheerd door Wandelnet.
De route volgt zo veel mogelijk het verloop van de Stelling van Amsterdam en de Nieuwe Hollandse Waterlinie. In het gidsje worden de diverse fortificaties en andere werken die de wandelaar onderweg tegenkomt beschreven. De route loopt door vijf provincies: Noord-Holland, Utrecht, Gelderland, Noord-Brabant en Zuid-Holland.
De route loopt van Volendam via Haarlem naar Weesp in een grote bocht om Amsterdam. Vanuit Weesp volgt de route de Nieuwe Hollandse Waterlinie naar Utrecht, Gorinchem om te eindigen in Dordrecht.
De route heeft aansluitingen op het openbaar vervoer met de treinstations (aan of op korte afstand van de route) te Krommenie-Assendelft, Haarlem-Spaarnwoude, Hoofddorp, Weesp, Naarden-Bussum, Maarssen, Culemborg, Leerdam en Dordrecht, de sneltram naar Nieuwegein (haltes Merwestein en Nieuwegein-Zuid) en busverbindingen in de overige plaatsen. Een aantal keren wordt een veerverbinding gebruikt.

## Afbeeldingen

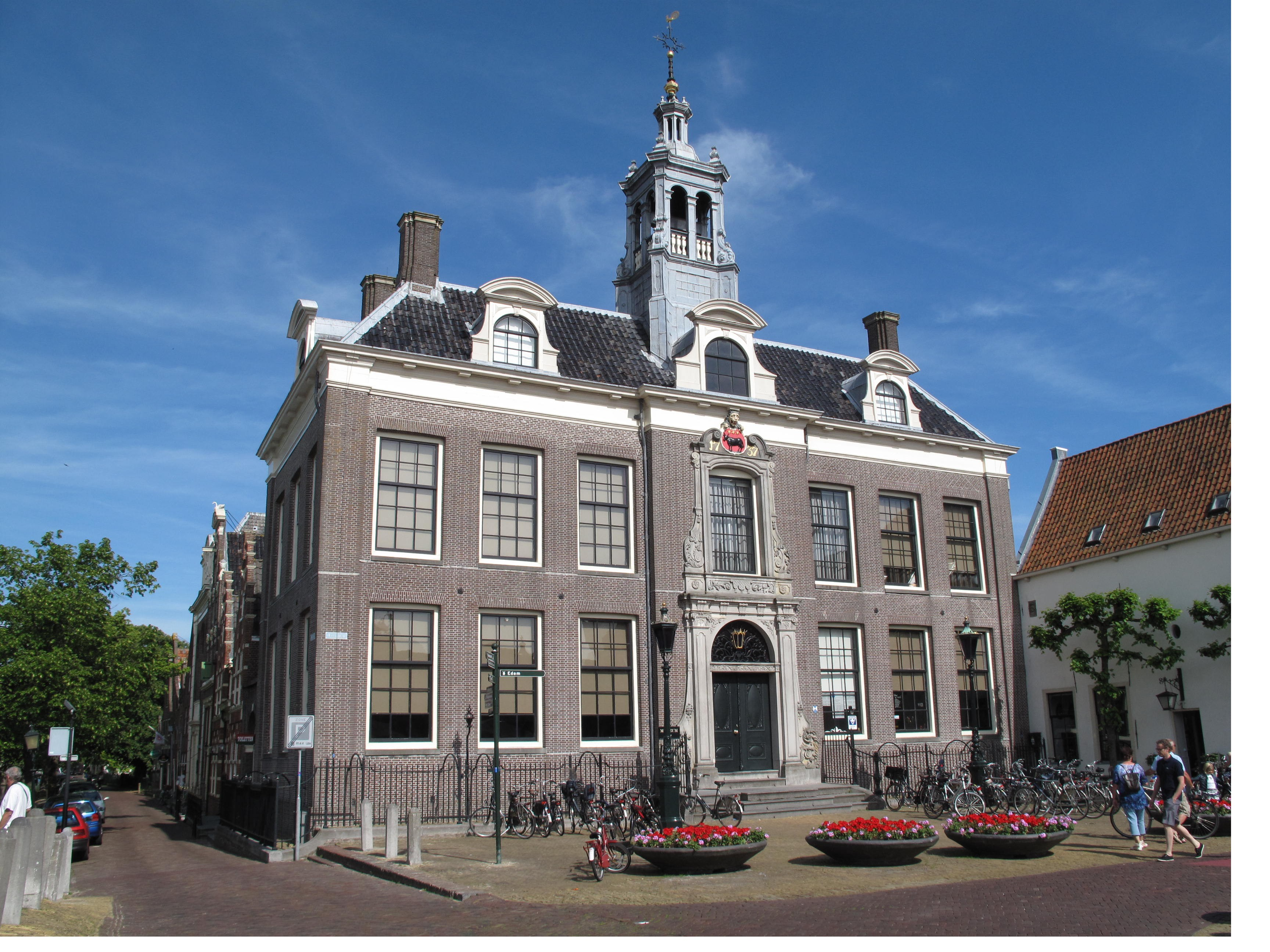
voormalig raadhuis in Edam (km 6)
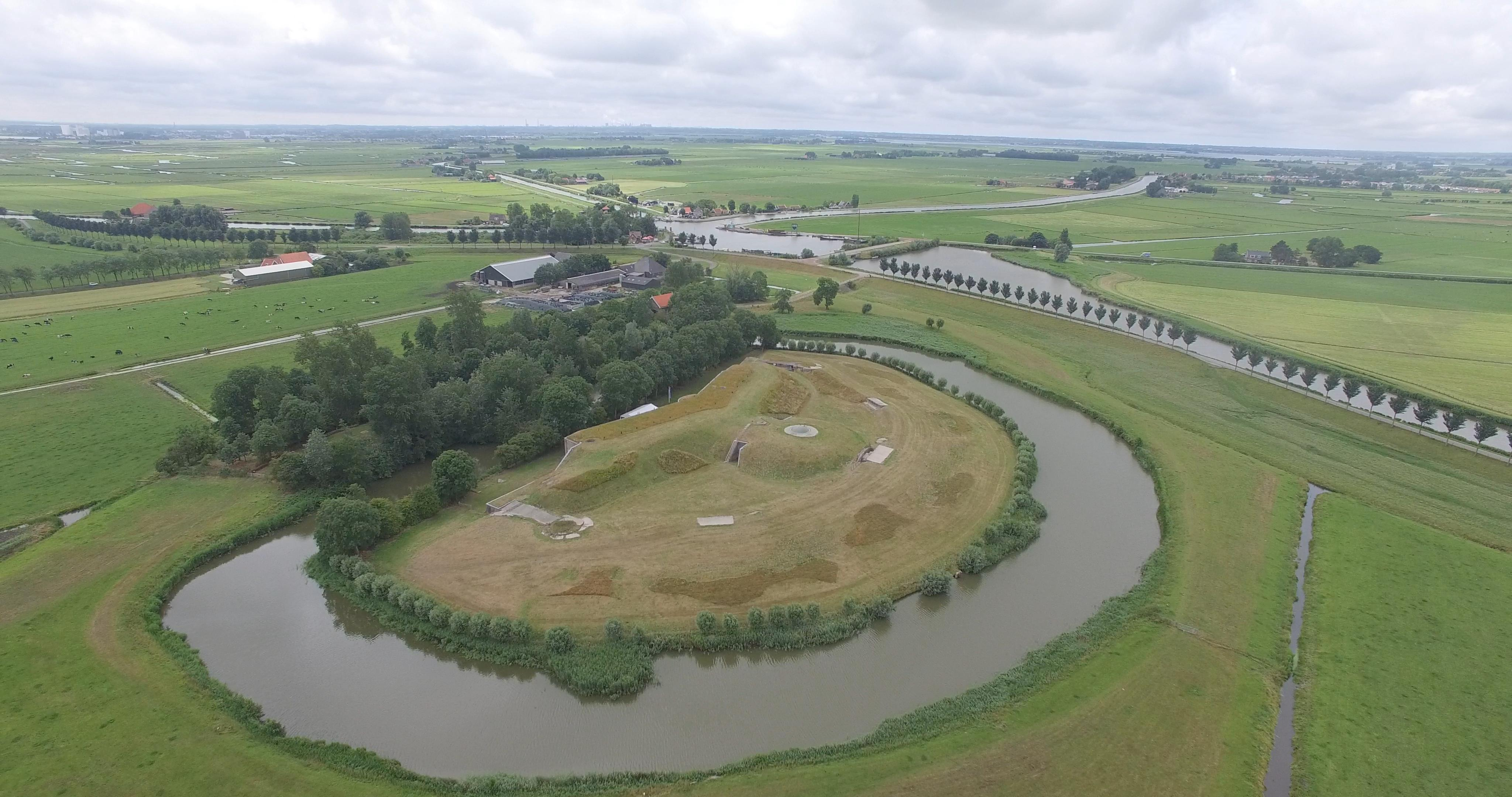
Fort bij Spijkerboor (km 28)
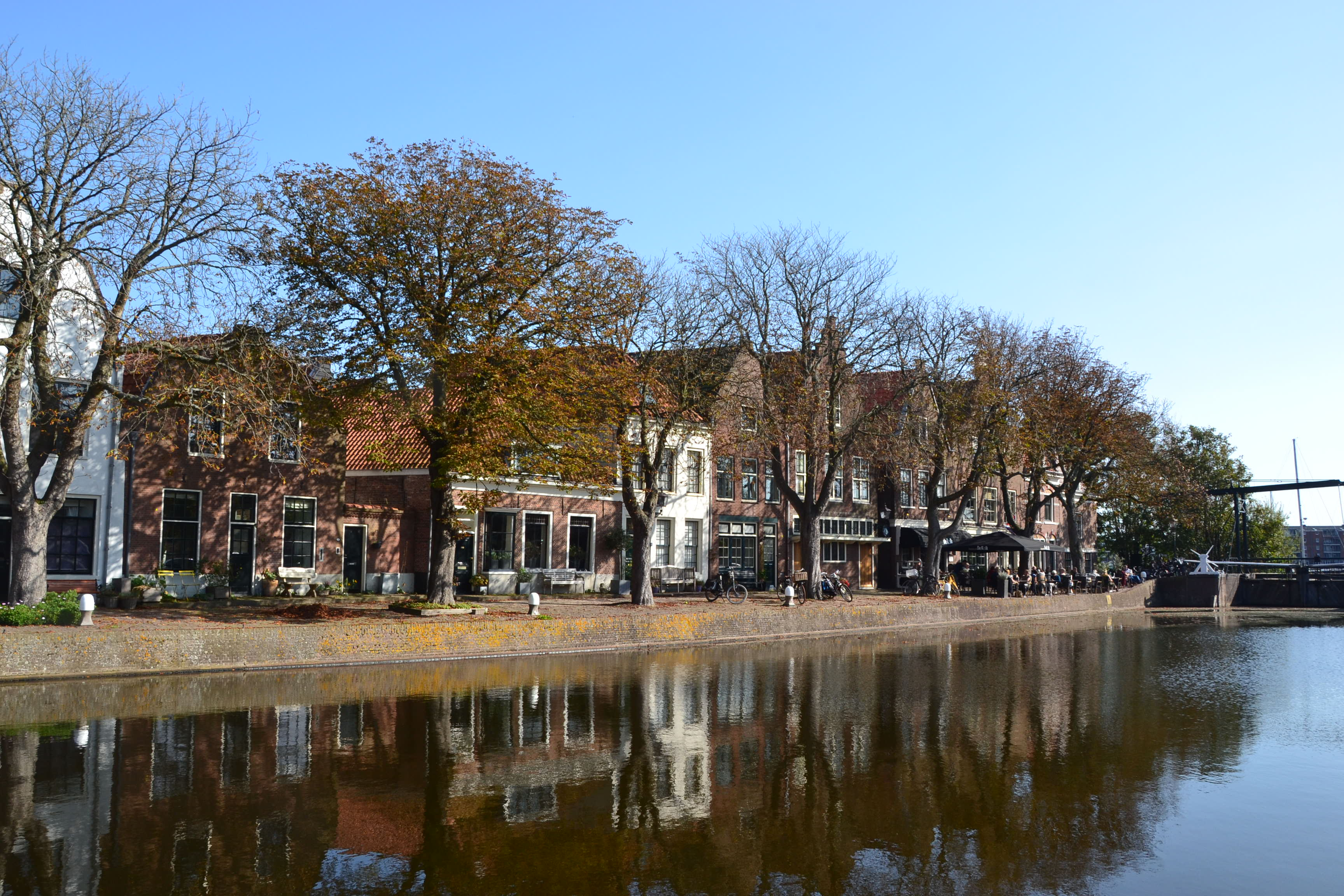
Spaarndam, Oostkolk (km 59)
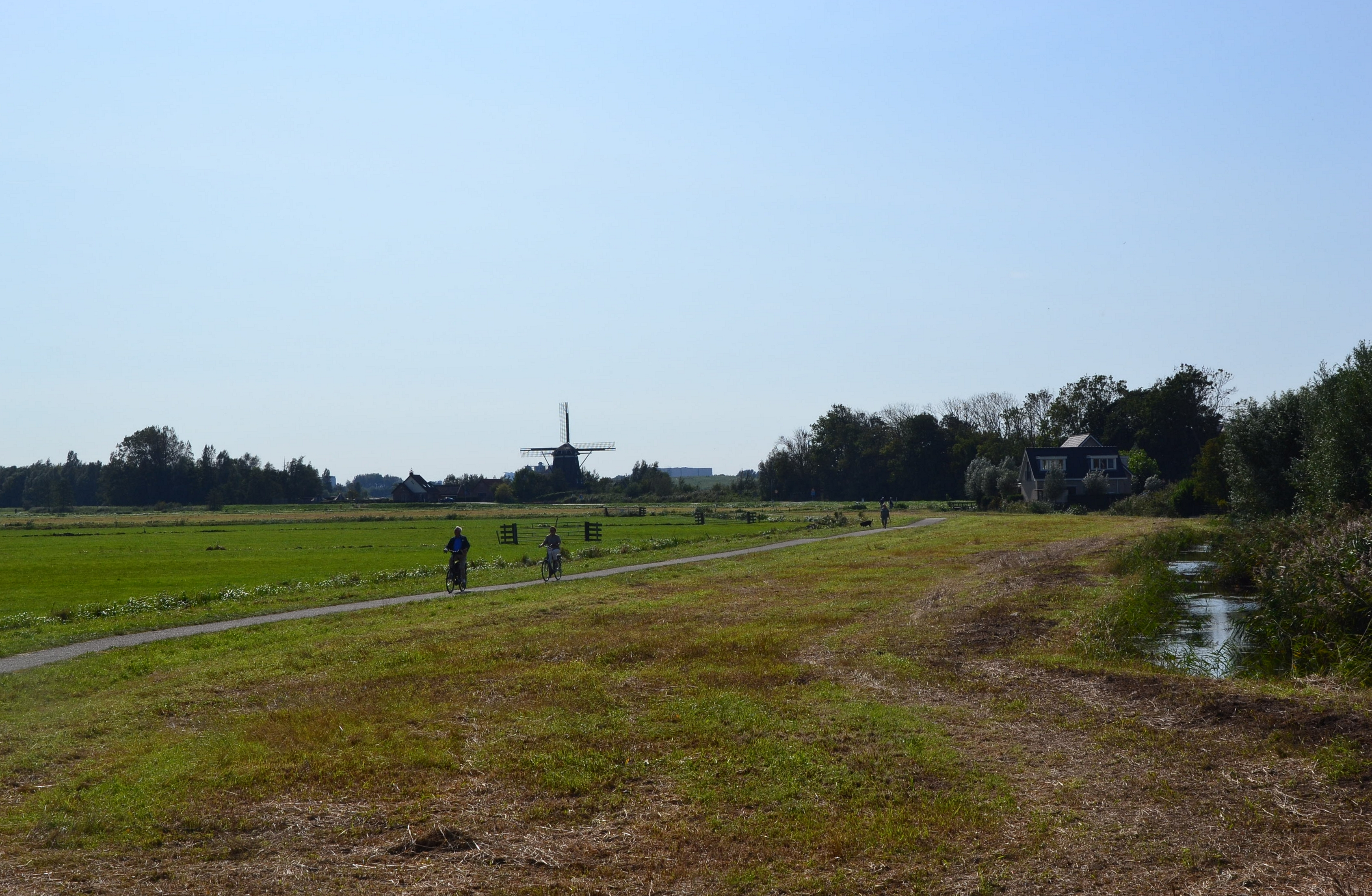
Bij Spaarndam
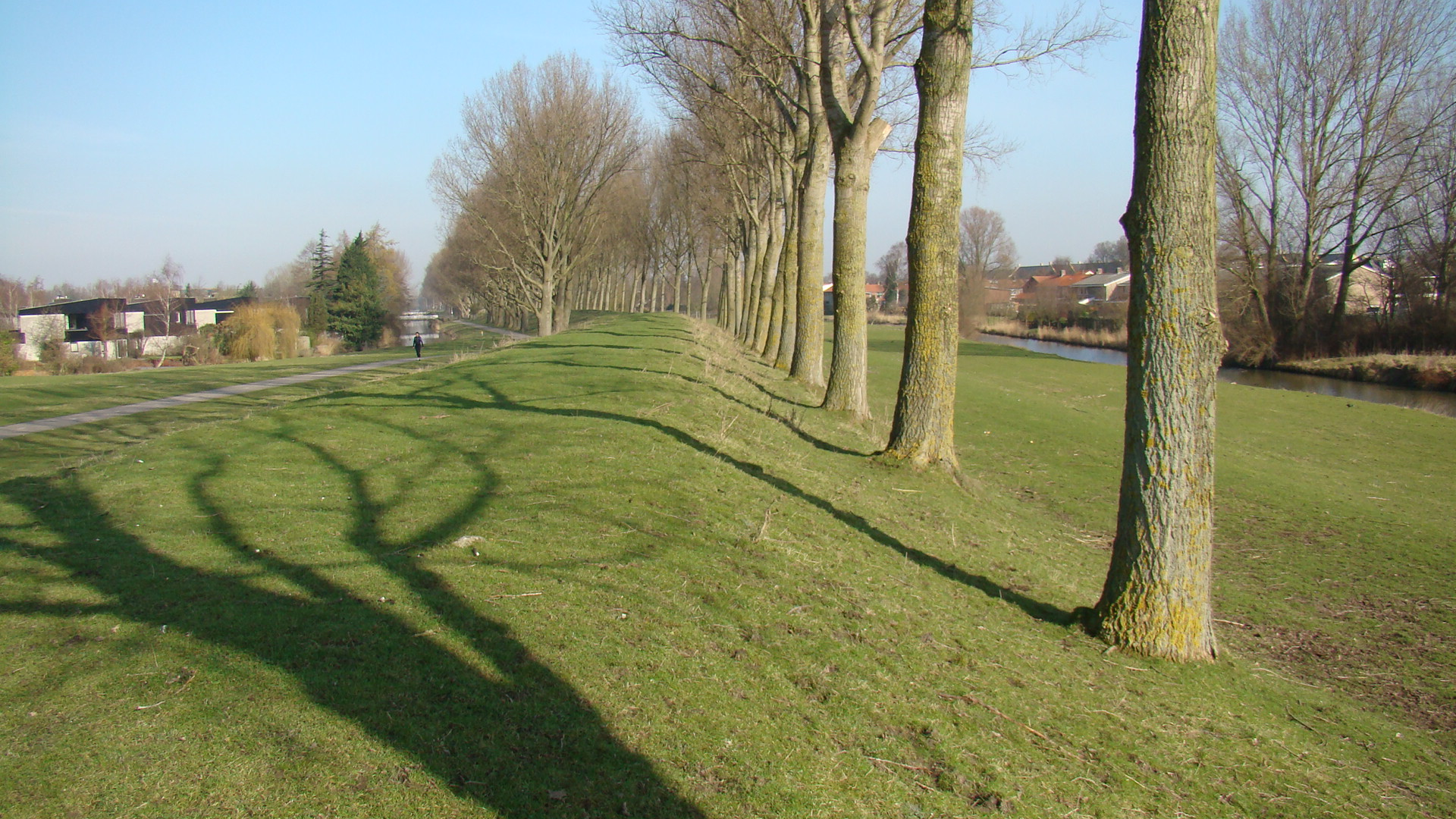
Geniedijk Haarlemmermeer (km 70-81)
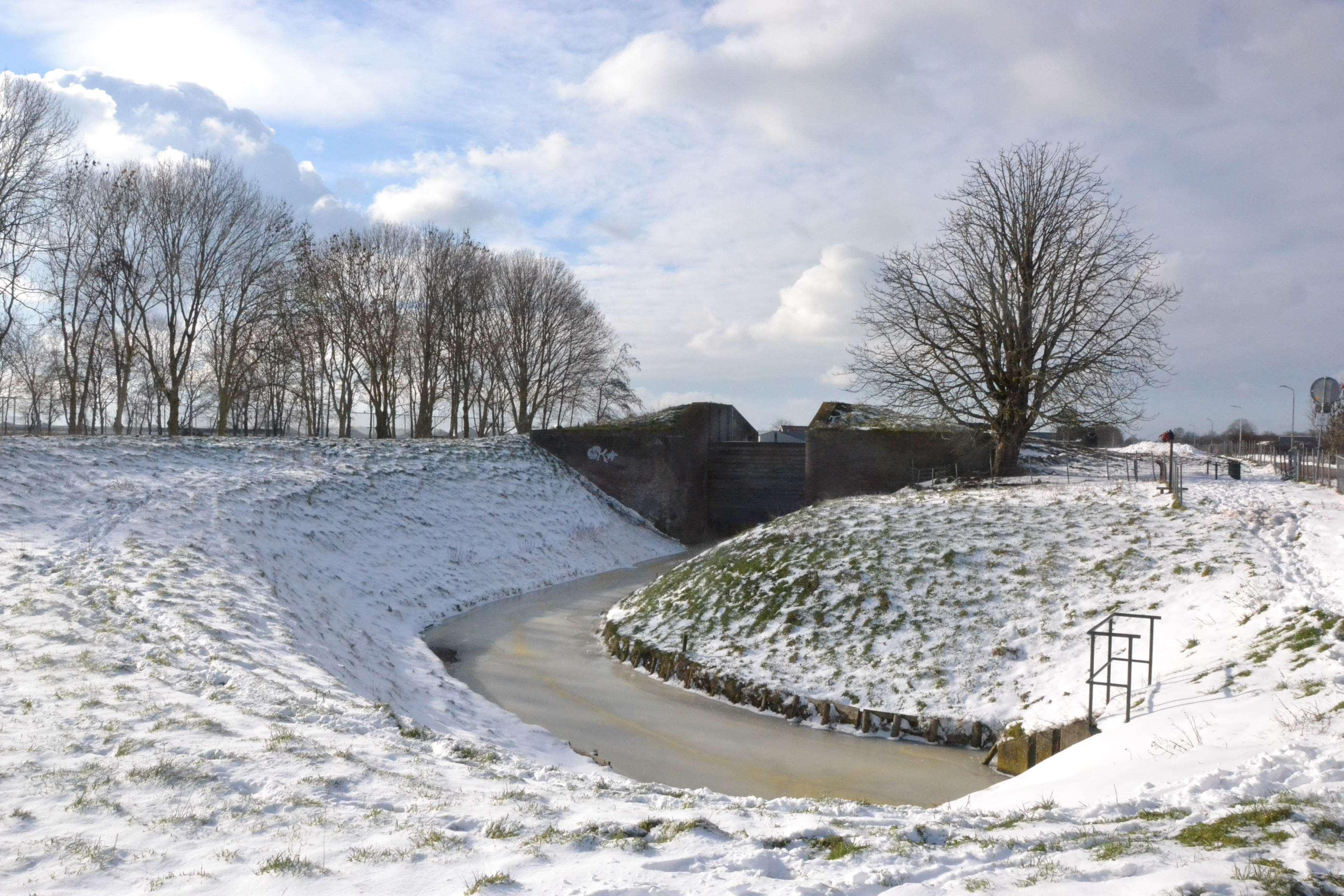
Damsluis in De Kwakel
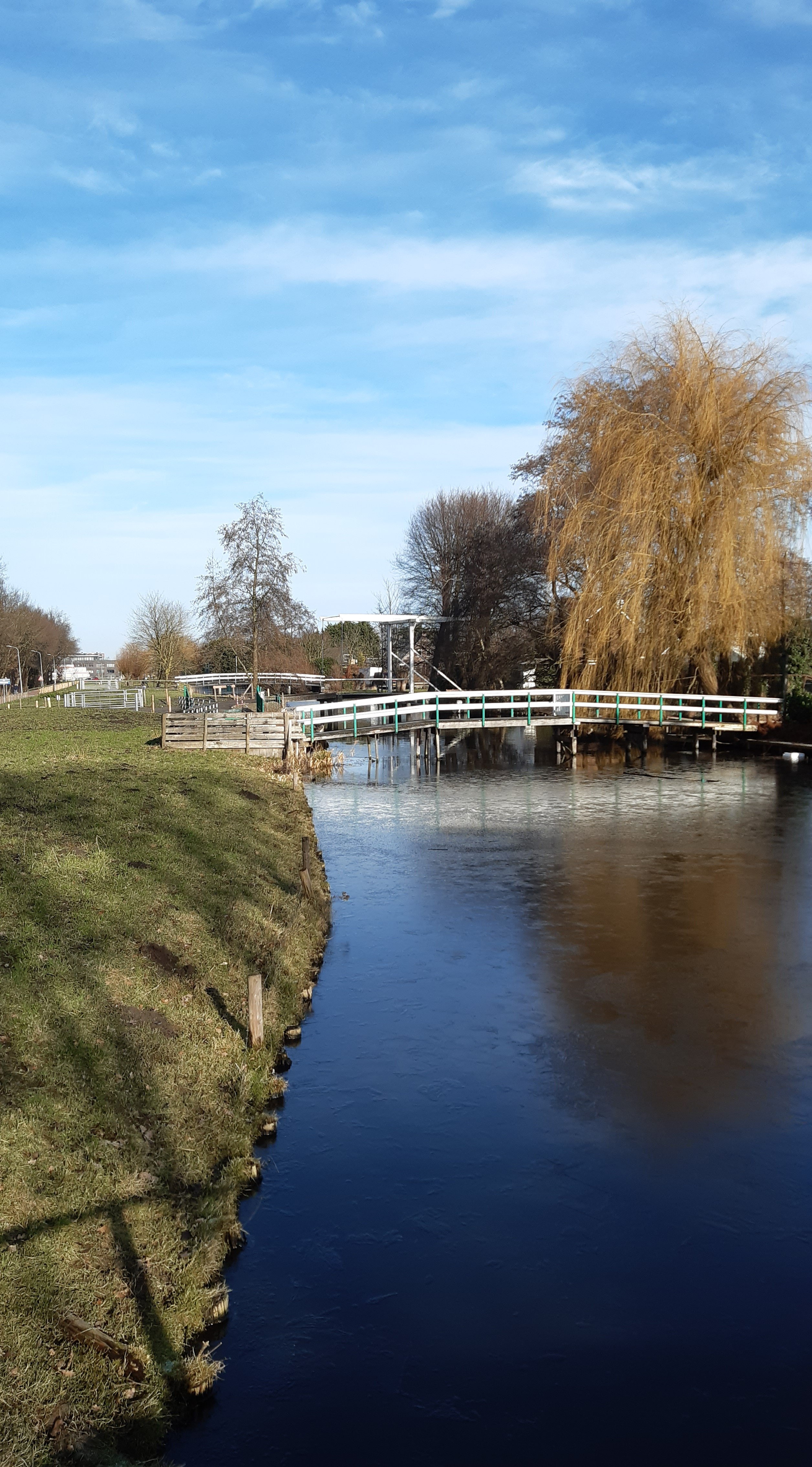
Langs de Vuurlijn, Uithoorn
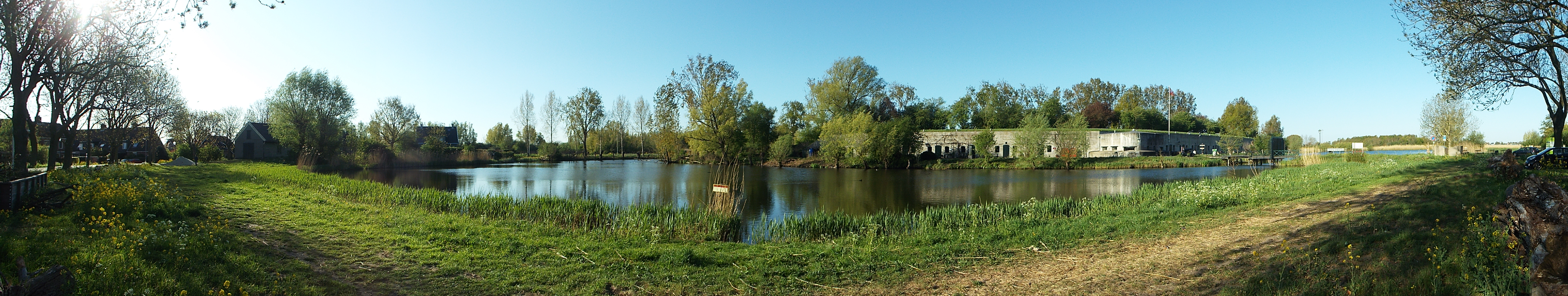
Fort aan de Drecht, Uithoorn (km 92)
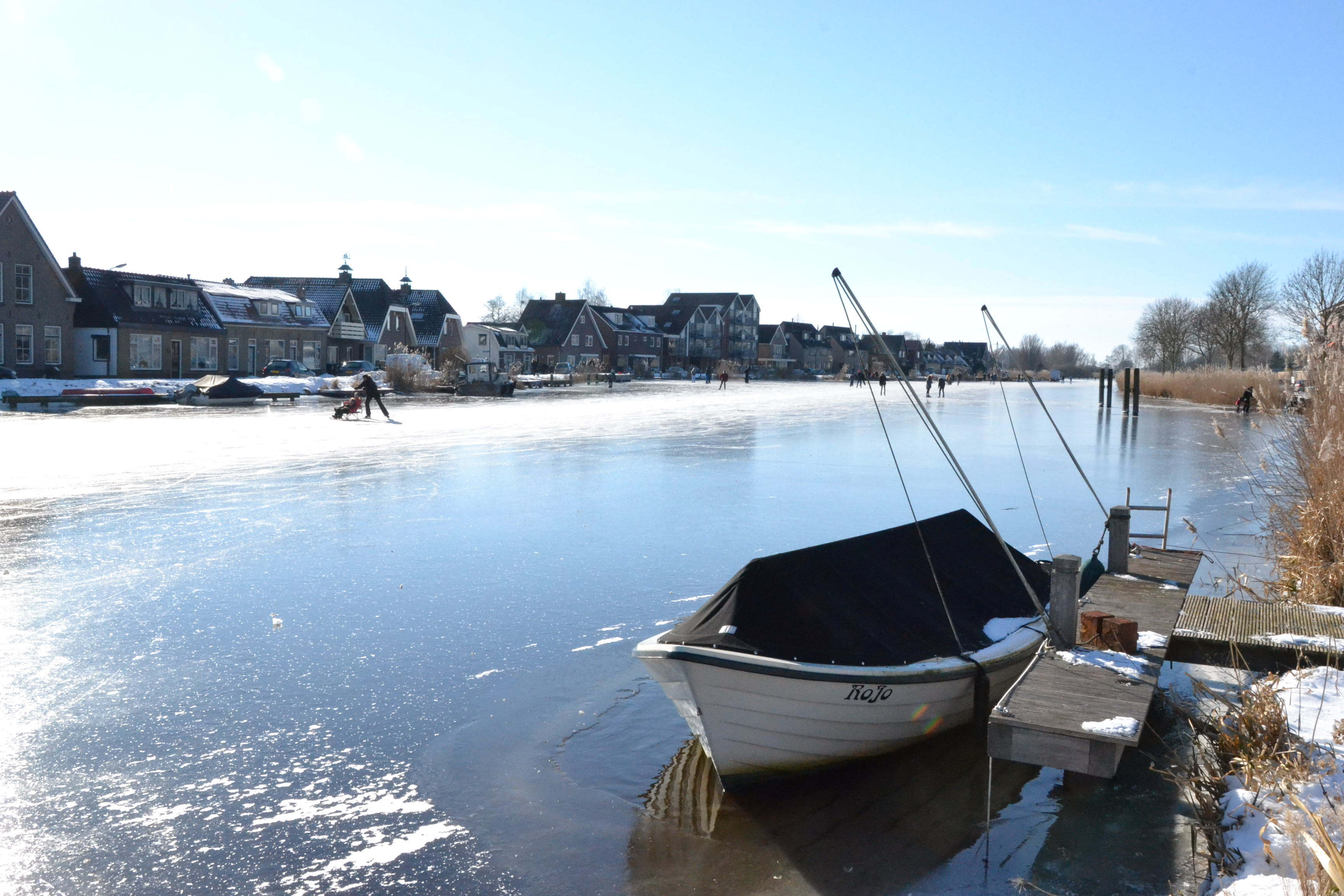
Langs de Amstel bij Uithoorn, februari 2021
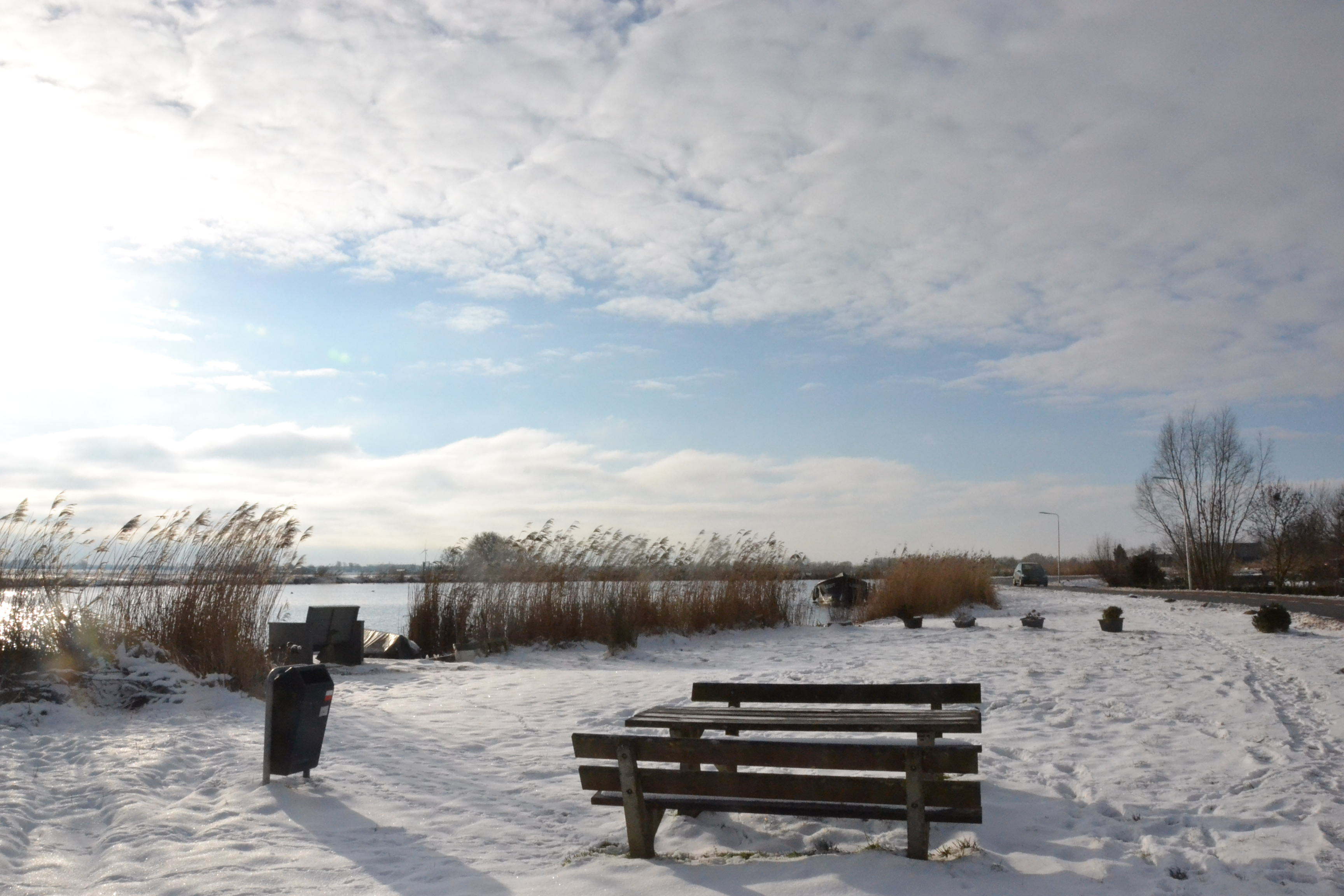
Langs de Amstel tussen Uithoorn en Nes aan de Amstel
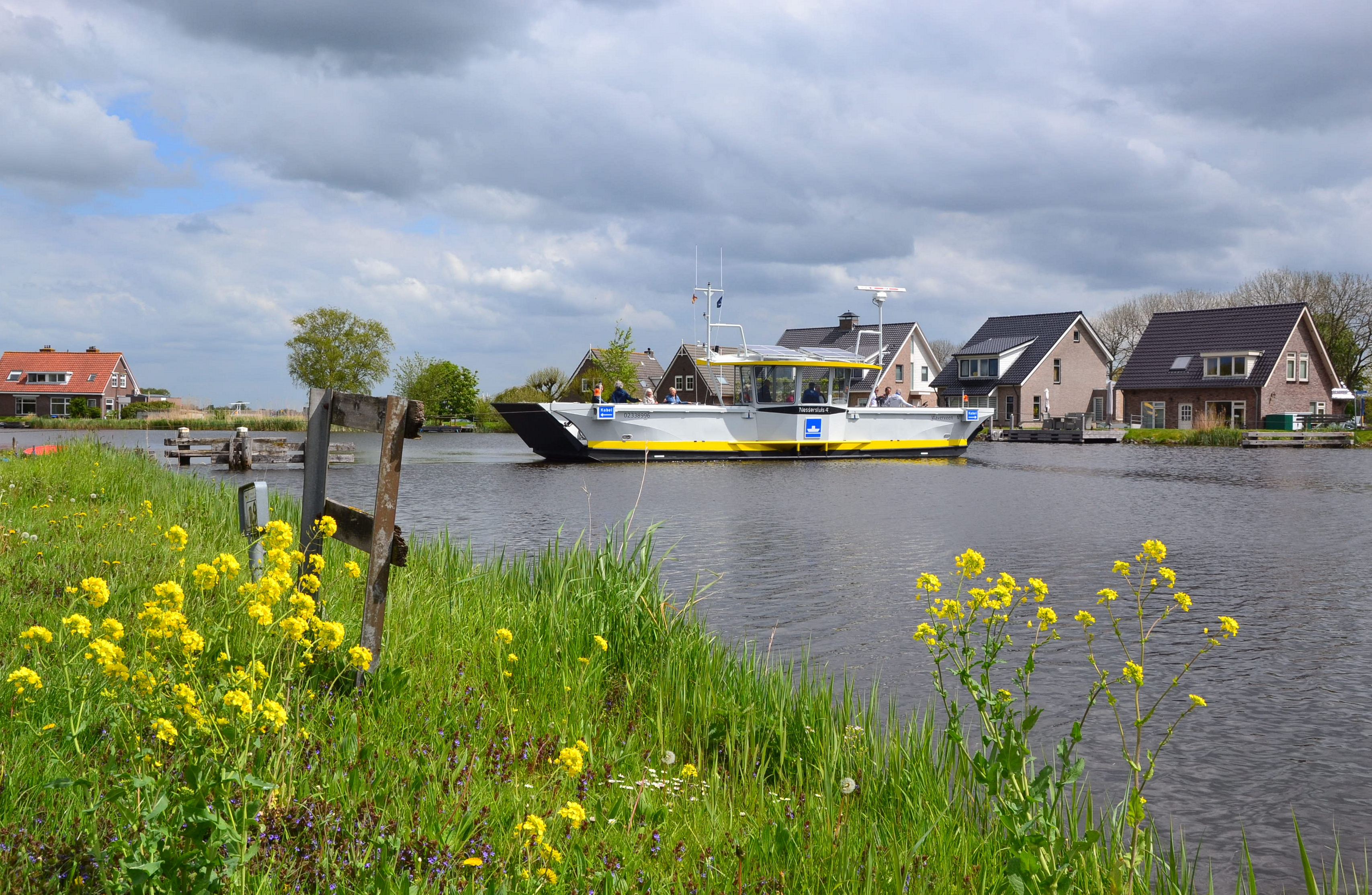
Veer over de Amstel bij Nessersluis (km 98)
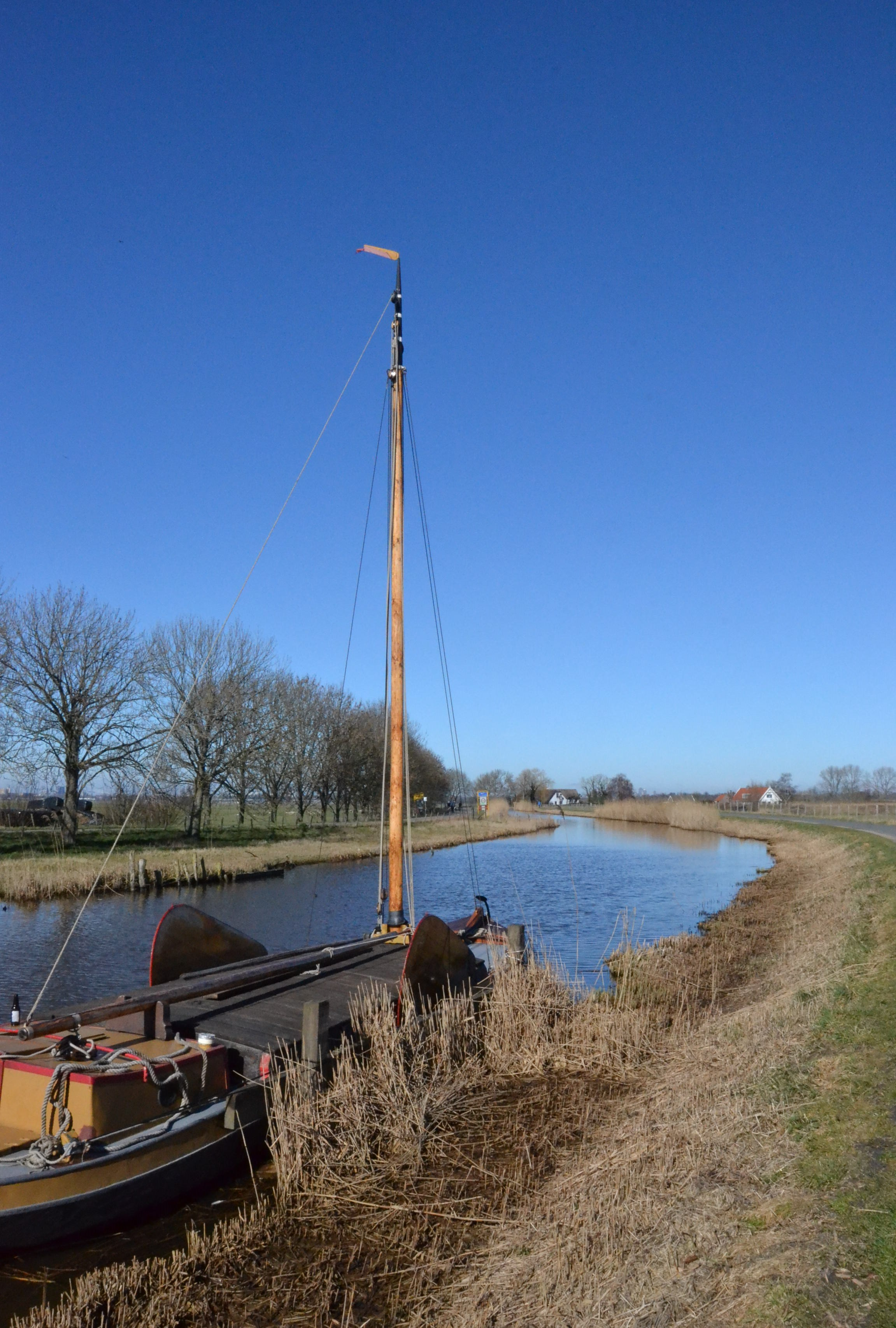
Langs de Waver
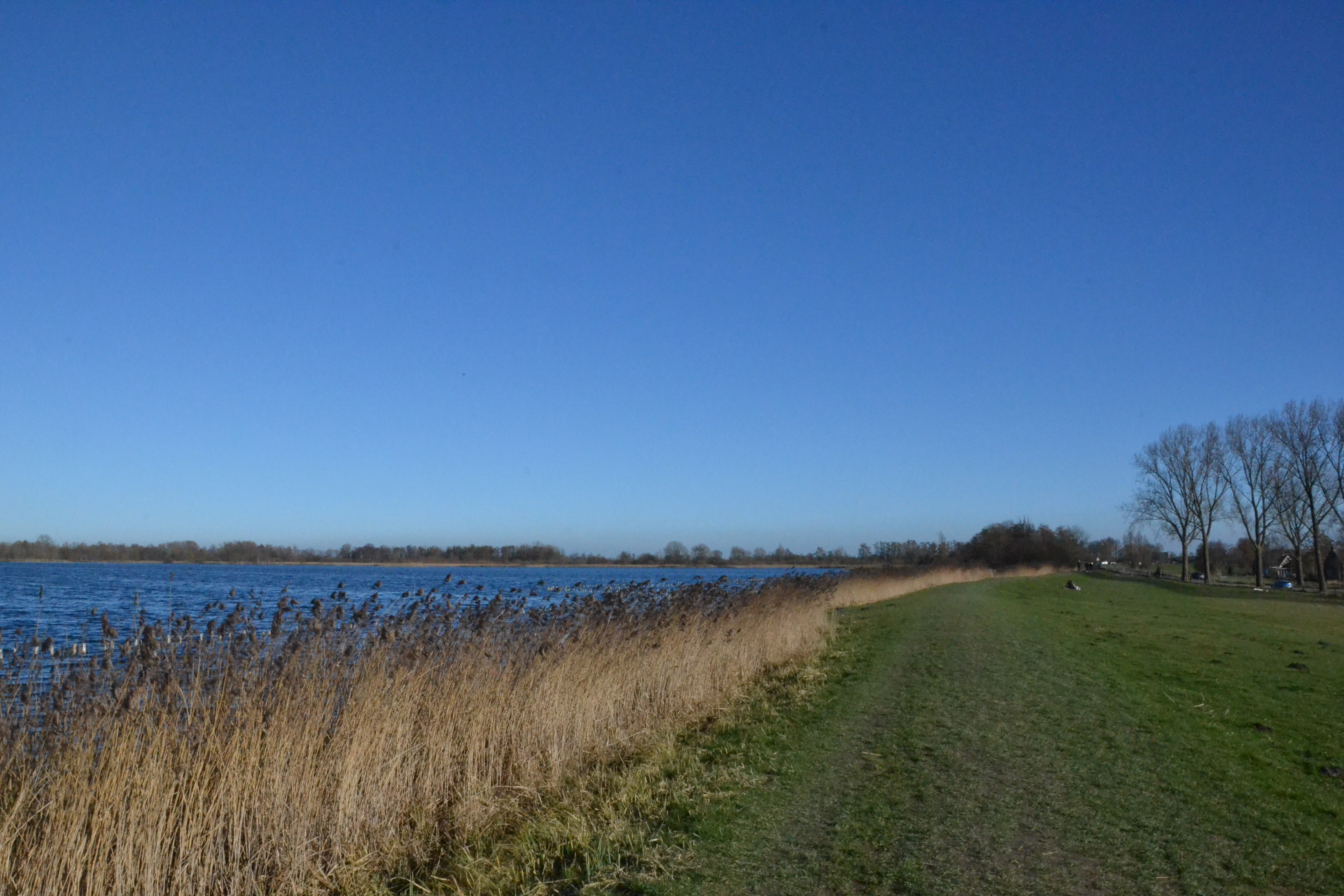
Bij natuurgebied Botshol
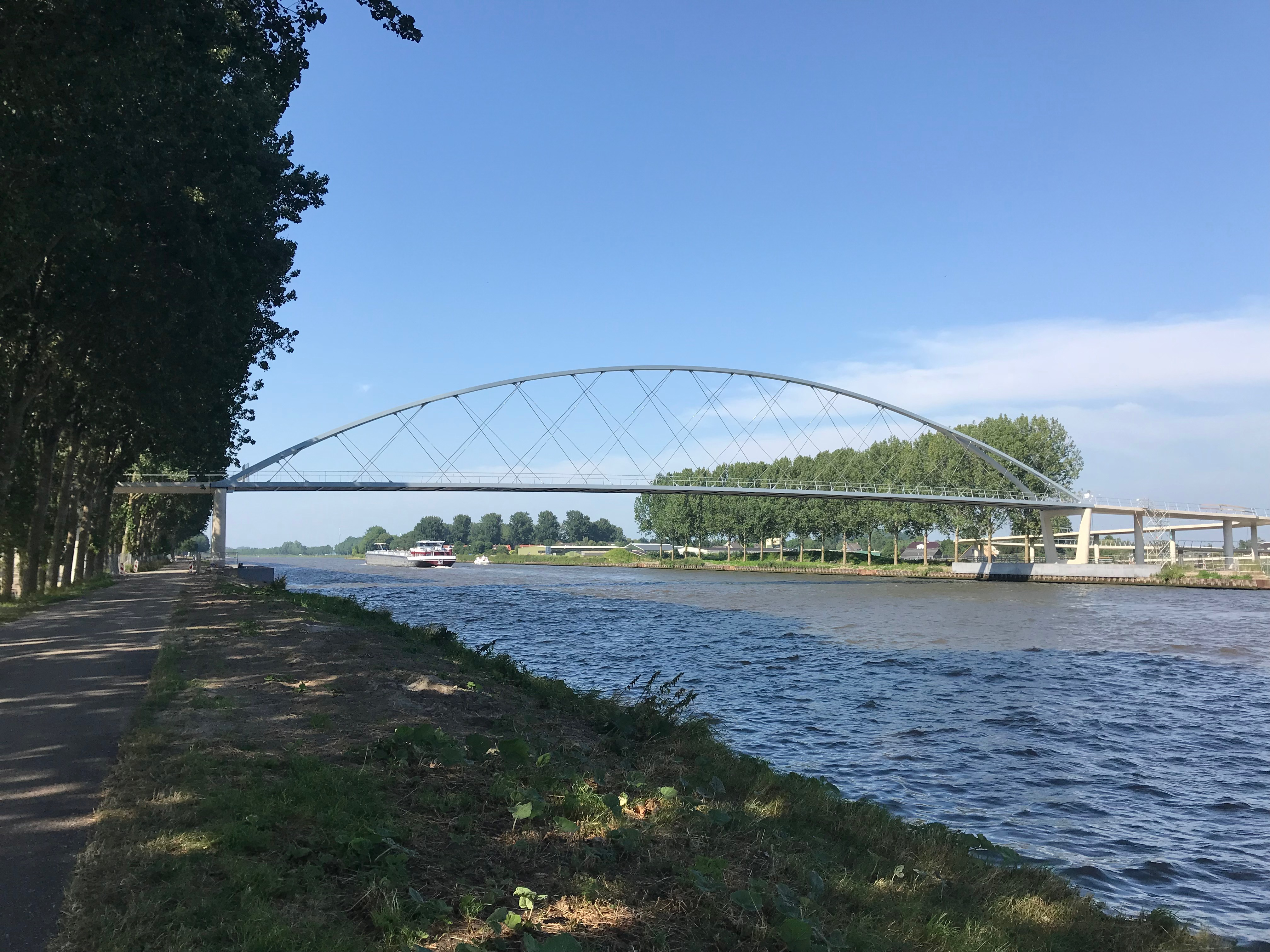
Liniebrug over het Amsterdam-Rijnkanaal (km 115)
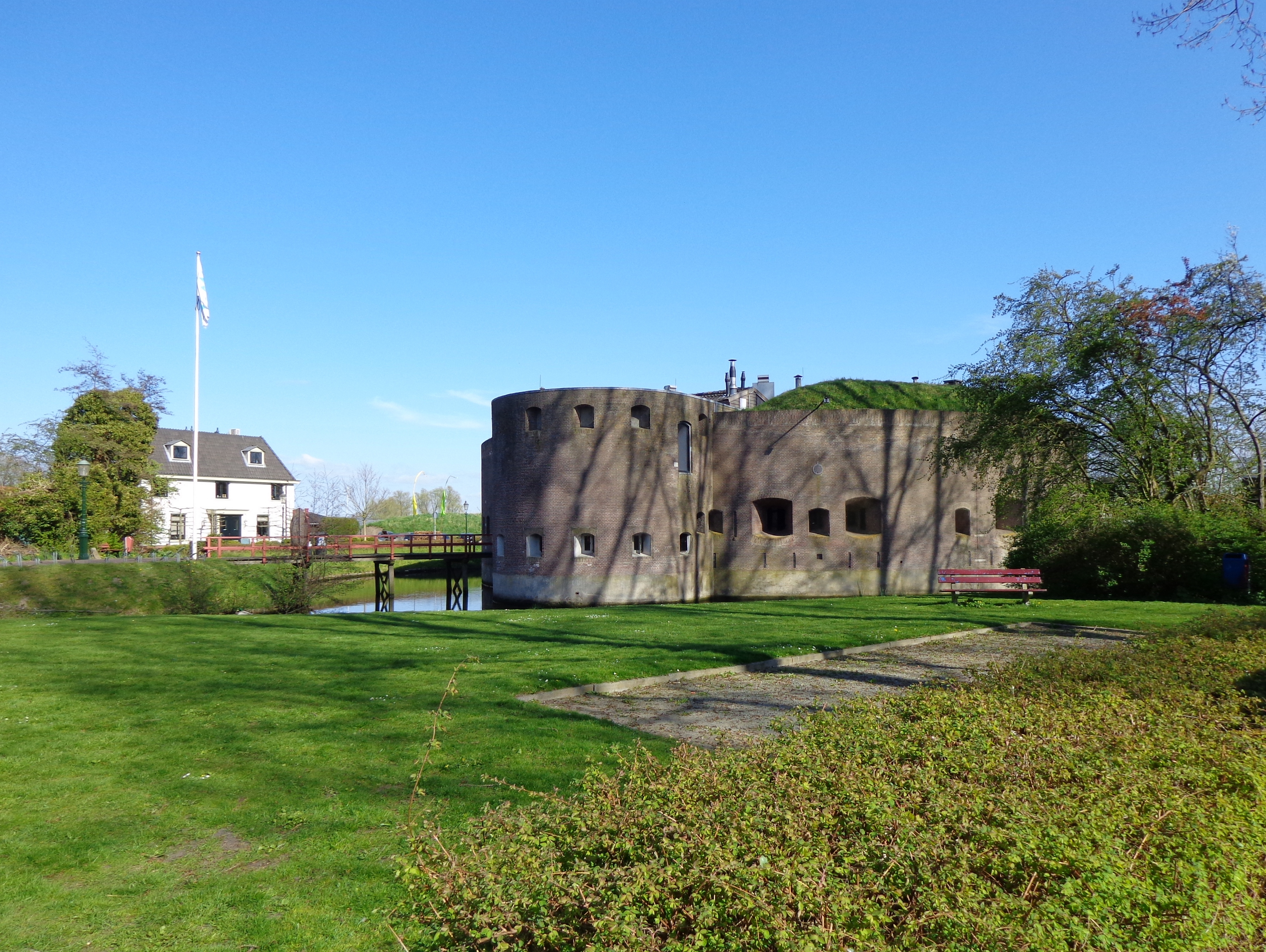
Torenfort aan de Ossenmarkt in Weesp (km 124)
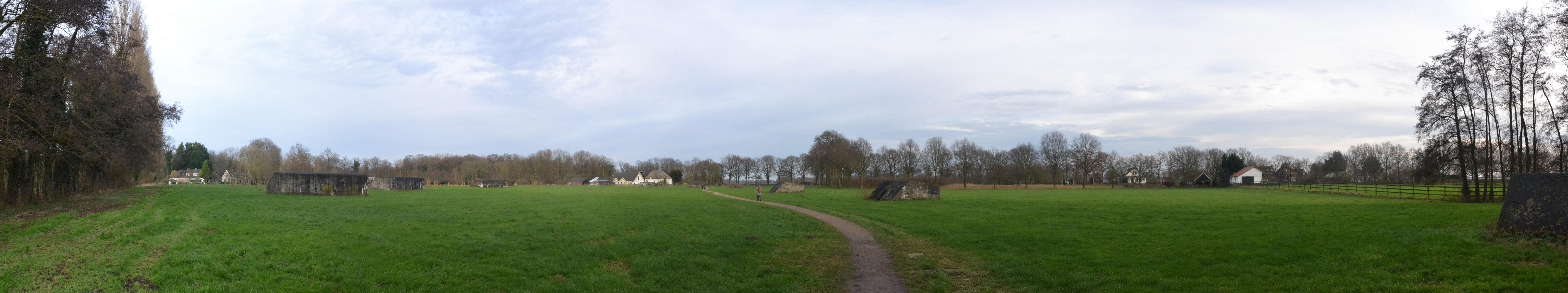
Tussen Fort bij Vechten en Fort bij Rijnauwen (loopt hier samen met Romeinse Limespad)
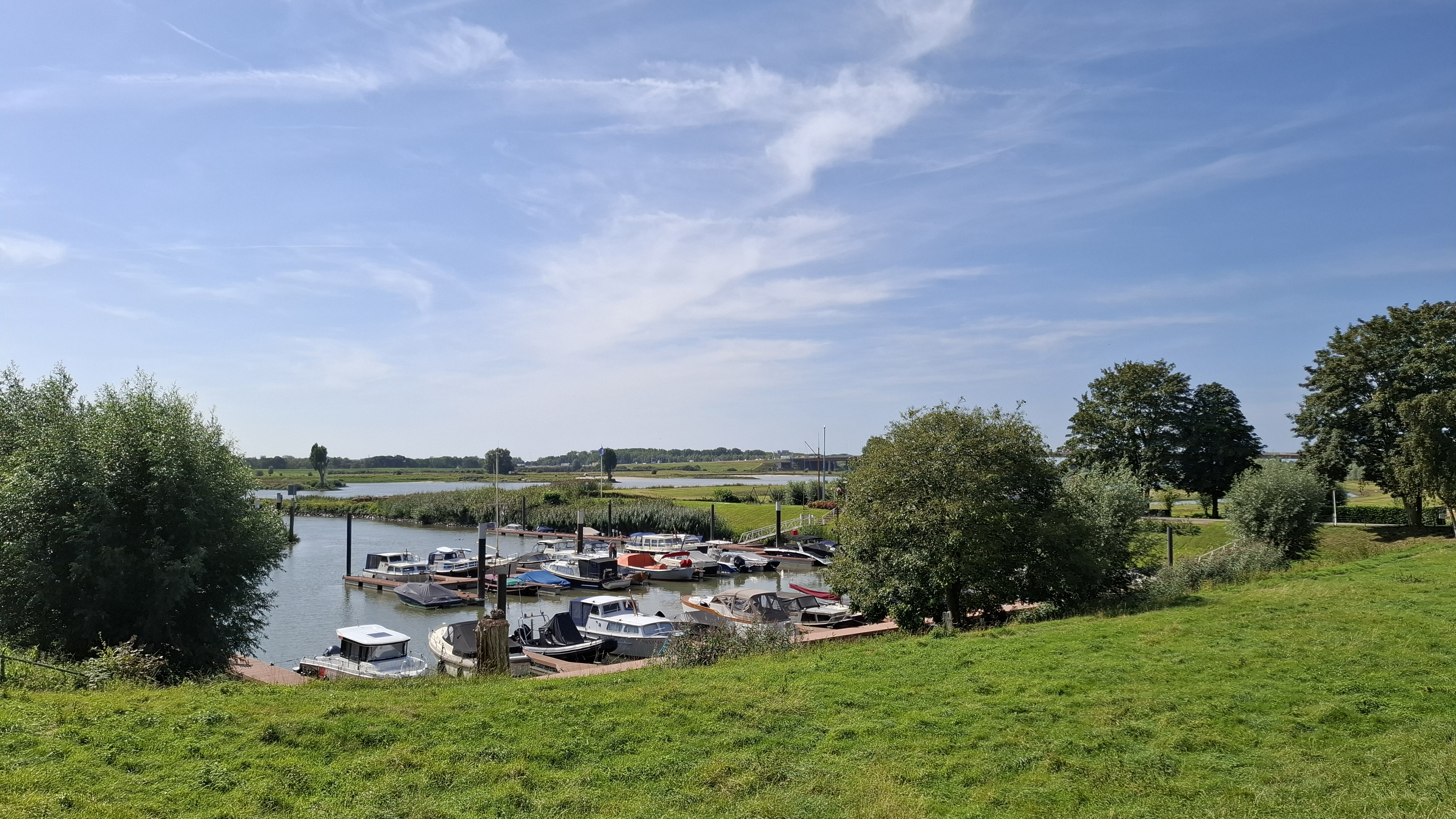
Langs de Lek bij Vreeswijk
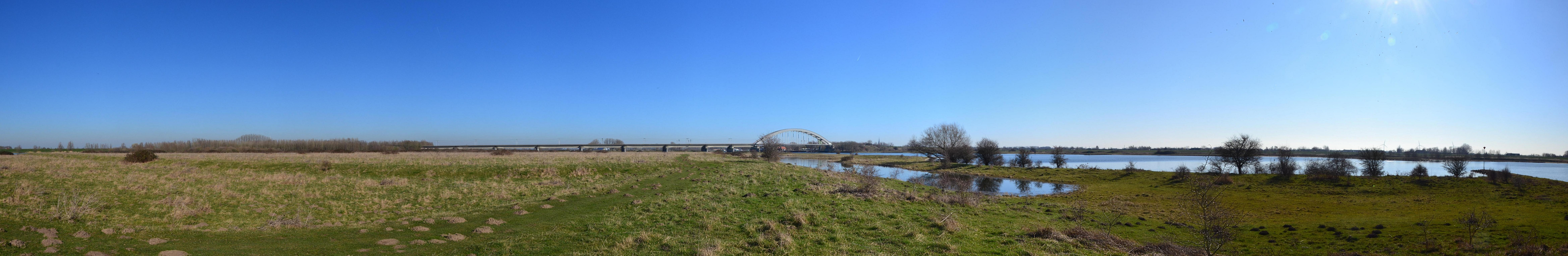
Tussen Fort Honswijk (km 235) en Culemborg (km 240)
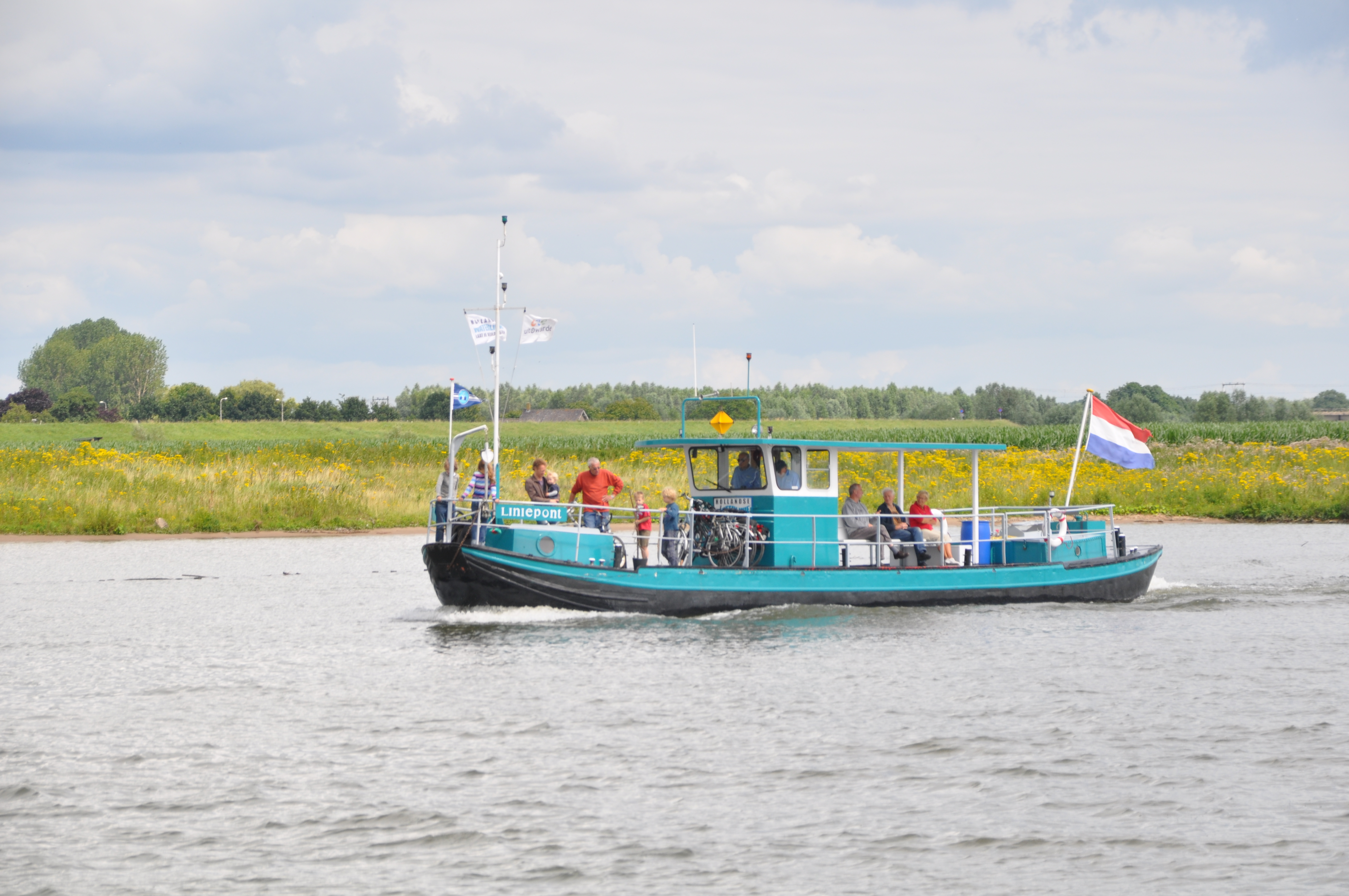
Liniepont - Veerdienst over de Lek tussen Werk aan het Spoel (km 242), Werk aan de Groeneweg (km 238) en Fort Everdingen (km 244)
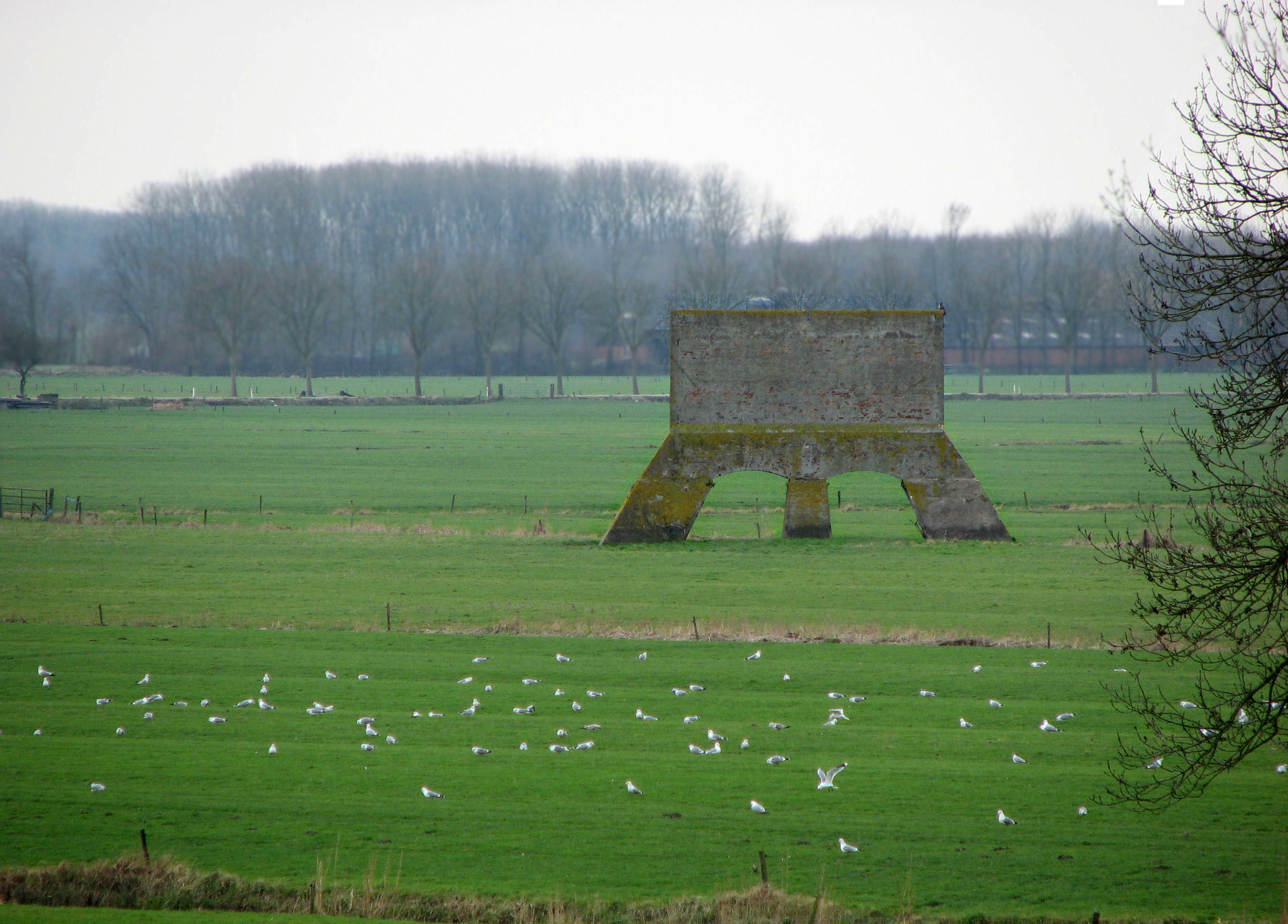
Kogelvanger bij Werk aan het Spoel, restant van een schietbaan (km 242)
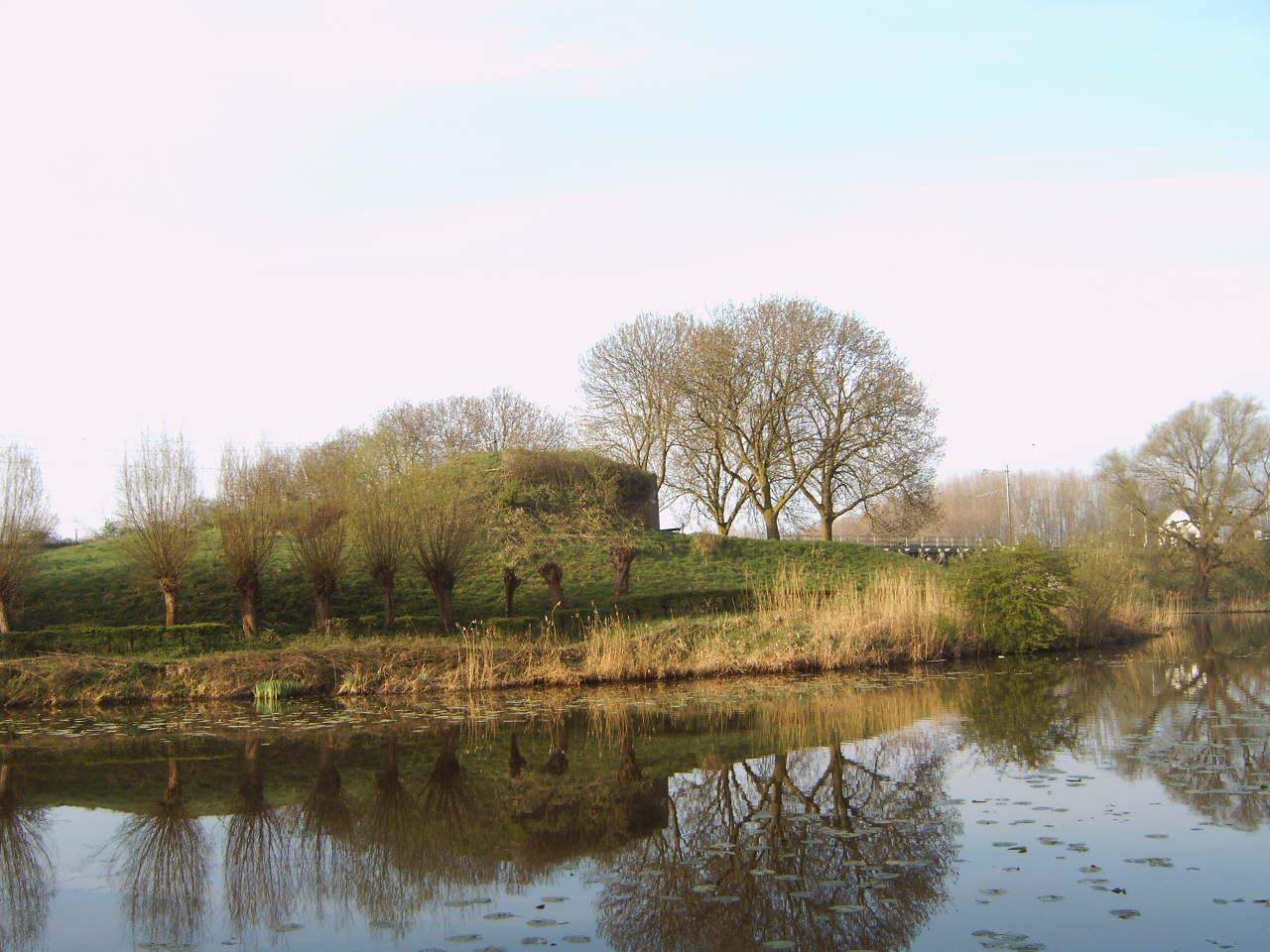
Werk op de Spoorweg bij Leerdam (km 257)
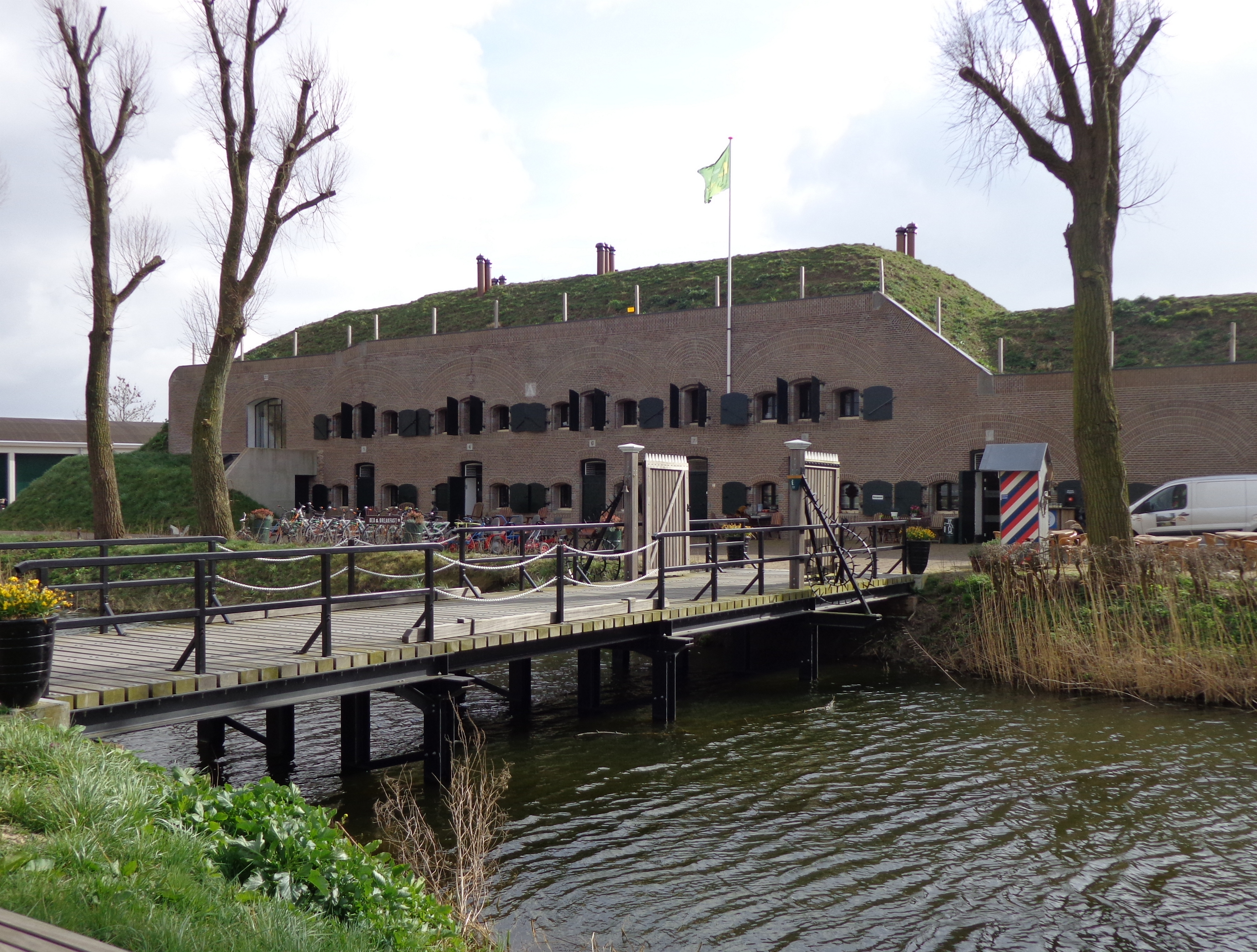
Werk aan de Bakkerskil, Kildijk Nieuwendijk (km 305)
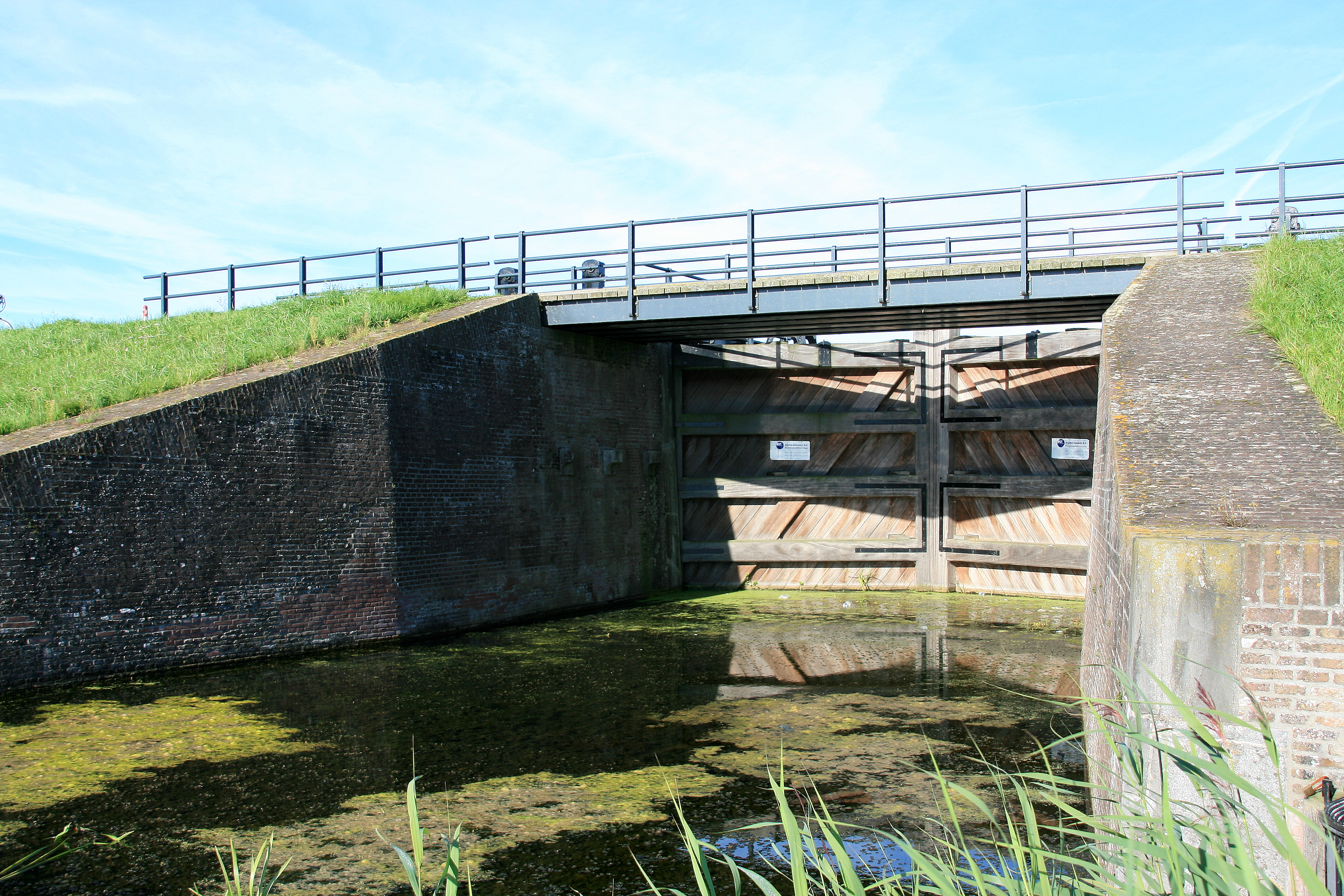
Papsluis, Kildijk Nieuwendijk (km 305)
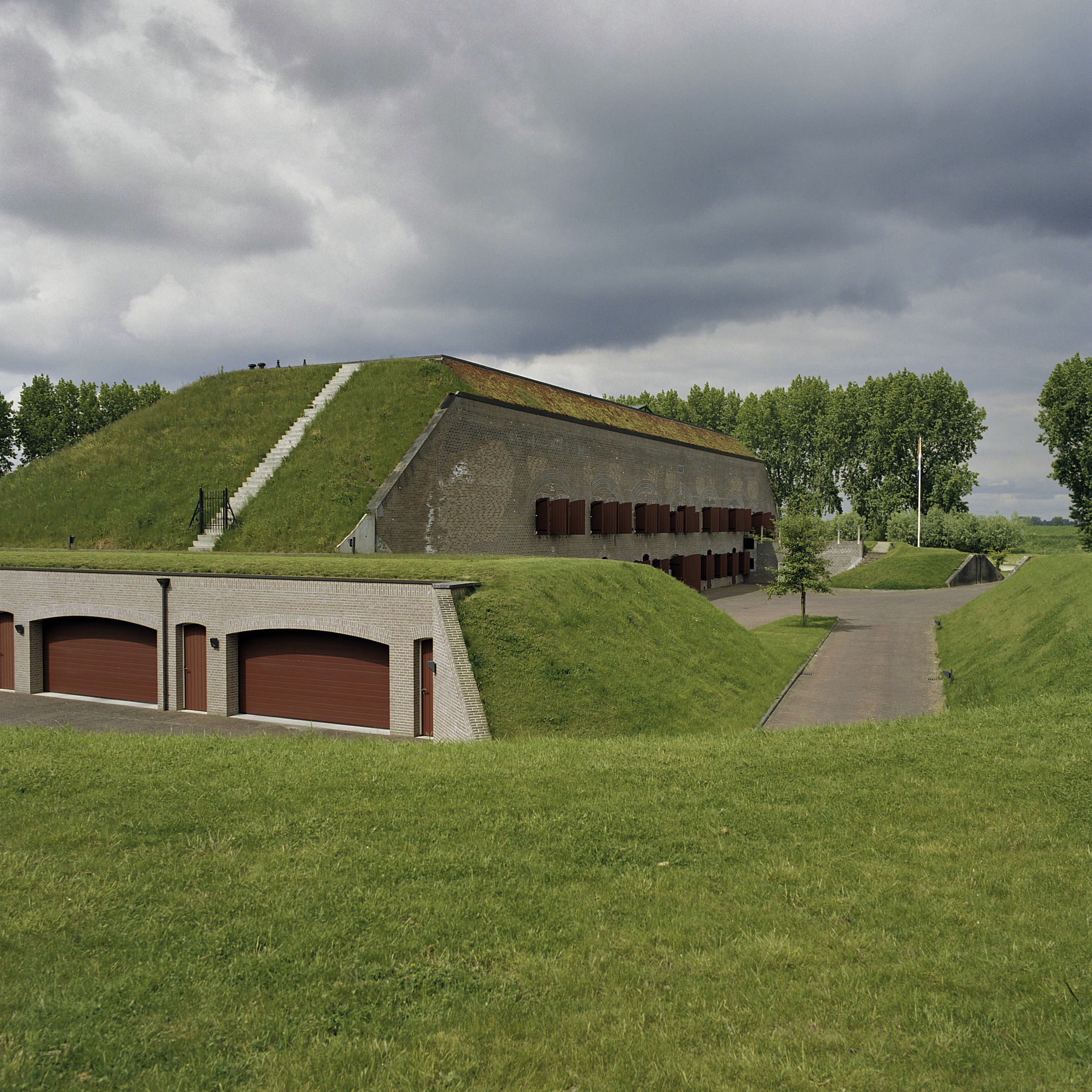
Kazerne van Fort bij het Steurgat in Werkendam (km 313)
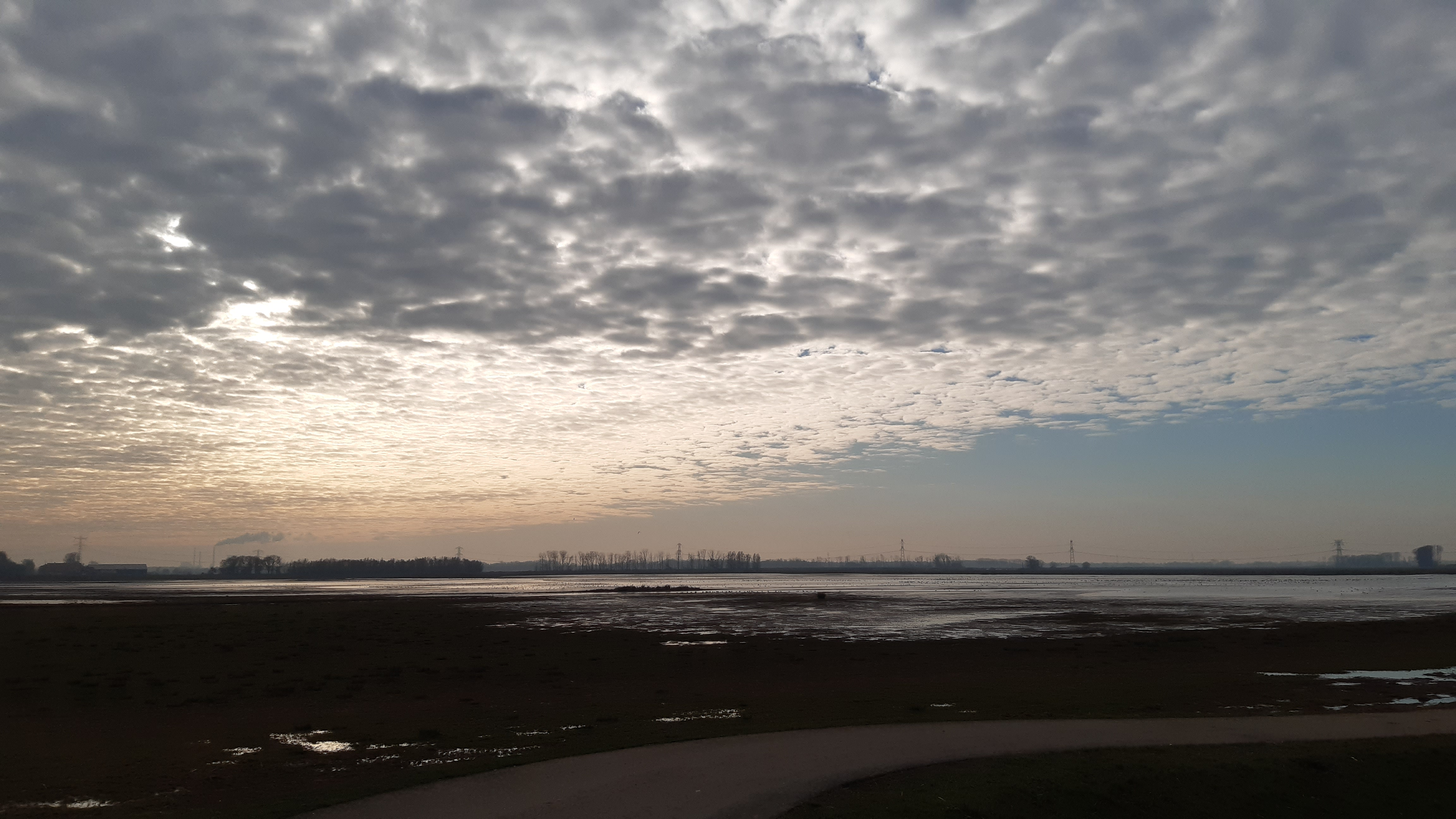
Bij Werkendam, aan de oostkant van de Biesbosch